# 颱風帕布 (2007年)
颱風帕布（國際編號：0706，聯合颱風警報中心：07W，菲律賓大氣地球物理和天文服務管理局：Chedeng）為2007年太平洋颱風季第6個被命名的熱帶氣旋。「帕布」是老挝提供的名字，是一种大淡水鱼。

## 氣象歷史
2007年8月5日早上6時，日本氣象廳把位於在北緯20.2度、東經134.8度的熱帶低氣壓（當時其他氣象台仍定為熱帶擾動或低壓區）升格為熱帶風暴，命名為帕布。同日，菲律賓大氣地理天文部門將它命名為Chedeng。它初時大致向西北偏西移動。第二天，日本氣象廳將它升格為強烈熱帶風暴。然而，當晚的QuikSCAT風場圖顯示，帕布的低層環流中心仍不明顯，成狹長狀，並和東南方另一個低壓區（後來的熱帶風暴蝴蝶）的低層環流中心相連。
到了8月7日，香港天文台率先把東南面的熱帶擾動升格為熱帶低氣壓。當日日出後，台灣中央氣象局從可見光衛星雲圖中發現帕布真正的低層環流中心位置比原來估計的偏西了約100公里，即時把它重新定位。同日日本氣象廳和聯合颱風警報中心將帕布升級為颱風；但香港天文台沒有把帕布升為颱風，維持強烈熱帶風暴等級。此時，上述的另一低壓區已發展為熱帶低氣壓。由於帕布和該熱帶低氣壓相距只有500公里左右，兩個熱帶氣旋發生藤原效應，使帕布轉向偏西移動。當日帕布在台灣屏東縣滿州鄉登陸，隨後日本氣象廳將它降格為強烈熱帶風暴，而聯合颱風警報中心也它降格為熱帶風暴（聯合颱風警報中心沒有強烈熱帶風暴等級）。
在8月8日，帕布繼續向偏西方向移動，橫過南海北部；同時，上述另一熱帶低氣壓增強為熱帶風暴，並命名為蝴蝶。受到蝴蝶的發展影響，加上掠過台灣造成的結構破壞，帕布逐漸減弱。當日，中國中央氣象台、香港天文台和日本氣象廳都先後把帕布降格為熱帶風暴。當帕布在香港以南近海掠過前，中國氣象局、香港天文台、澳門地球物理暨氣象局更把帕布降級為熱帶低氣壓。
在8月9日午夜12時，中國中央氣象台把帕布再度升格為熱帶風暴。隨後帕布轉向西南偏西緩慢移動，在上川島附近海域停滯不前，中國中央氣象台、日本氣象廳和美國聯合颱風警報中心都把帕布降格為熱帶低氣壓。當日稍後時間，帕布轉向東北緩慢移動。
8月10日，中國中央氣象台和香港天文台把帕布再度升格為熱帶風暴，但澳門氣象局則沒有重新升格。當日日間帕布一度非常接近香港屯門區屯門一帶，香港天文台表示帕布於下午3時左右在屯門登陸，並橫過香港西部；中國中央氣象台則指出帕布於下午4時在屯門登陸。帕布移至屯門一帶後，又突然轉向偏西移動，橫過珠江口，在中山再一次登陸，並減弱為熱帶低氣壓。其後帕布轉向西南偏西移動，一度再次移向上川島方向。8月11日凌晨，帕布再一次轉向東北移動，最後於早上8時35分在香港天文台總部之西北約80公里減弱為一低壓區。

## 影響

### 臺灣
當地發佈之颱風警報：海上陸上颱風警報
台灣交通部中央氣象局在8月6日23時30分發出海上颱風警報，其後於8月7日5時30分加發陸上颱風警報，隨著帕布遠離，台灣陸上脫離暴風圈影響，因此於8月8日11時30分改發海上颱風警報並於14時30分取消所有颱風警報。
8月6日，帕布逼近台灣，中央氣象局預測帕布將在宜蘭縣南澳鄉登陸，其後在8月7日將登陸地點修正成台東縣達仁鄉，8月8日2時帕布在屏東縣滿州鄉登陸，登陸位置的預測相差300多公里，加上8月8日早上重新定位超過100公里，引來部分人士的批評。估計帕布對台灣農作物造成新台幣677萬元損失。

### 香港
- 當地第一次影響發出之最高熱帶氣旋警告信號： 三號強風信號
- 當地第二次影響發出之最高熱帶氣旋警告信號： 八號西南烈風或暴風信號
- 最接近當地時間：2007年8月10日下午2時半
- 最接近當地位置：香港天文台總部之西北偏西約30公里（掠過香港境內）

帕布是香港在2007年發出的首個熱帶氣旋警告信號，以及2004年以來首個八號信號。其路徑飄忽不定，三度正面吹襲香港（於距離香港100公里範圍或以內掠過），更令天文台於7小時內接連發出一號、三號及八號信號。這是香港繼2000年強烈熱帶風暴瑪莉亞以來又一個「回馬槍」，亦為二戰後首次有熱帶氣旋在第一次吹襲時不用發出八號信號，卻在「打回頭」時使天文台需要發出八號信號。雖然帕布首次影響香港只發出了三號信號，但有不少氣象站的風力在首次吹襲時比第二次發出八號信號時稍強。帕布第一次逼近時香港的風向由北至西北風轉為東至東北風，第二次則是由東南風轉為南至西南風，在不同風向下，各區受地型屏蔽的程度有所不同，第二次襲港時應該較多地區當風；然而帕布在第二次襲港時，風力結構收緊，烈風範圍只覆蓋西南部地區，強風範圍亦不足以覆蓋全港。
香港天文台於8月8日凌晨5時40分發出一號戒備信號，當時帕布集結在香港以東約590公里。帕布以穩定西移路徑直逼華南。天文台在翌日（8月9日）凌晨2時40分發出三號強風信號，當時帕布集結在天文台總部之東南偏東約90公里，開始正面吹襲香港。隨後帕布減弱為熱帶低氣壓，並橫過香港南部海域，於早上6時第1次最接近香港，在香港天文台總部以南約35公里掠過。香港廣泛地區受強風影響，部份地區（主要是長洲等南部地區）曾短暫吹烈風，橫瀾島更短暫錄得暴風，如此的風力讀數使一些氣象愛好者都質疑帕布橫過香港南部海域時其實是否仍維持著熱帶風暴的強度。雖然如此，天文台並沒有在熱帶氣旋警報內明確以文字提及南部海域及空曠高地吹烈風，只舉出數據並表示該區「風勢特別大」。隨後帕布遠離香港，境內風力減弱，天文台在上午11時15分直接取消所有熱帶氣旋警告信號。但天文台當時已預計帕布有機會受位於台灣的熱帶風暴蝴蝶影響而掉頭，因此在新聞中表示不排除帕布會折返而再度發出熱帶氣旋警告信號。
帕布與位於台灣的熱帶風暴蝴蝶產生「藤原效應」，於珠江口南面海域轉向西南移至上川島附近後，突然幾乎停留不動，在8月10日早上徹底改變其移動路徑，逆時針轉向180度（此情況與1999年颱風瑪姬相若），以偏東北路徑直逼珠江口。8月10日天文台在7小時內，先後發出一號、三號和八號信號，其中三號及八號信號更需要在2小時內接連發出，因而被指低估了帕布被熱帶氣旋蝴蝶吸引而改變方向。天文台在早上7時50分再次發出一號戒備信號，當時帕布集結在香港之西南約130公里。不久後帕布開始再次正面吹襲香港，並加速移動，更直指香港而行。香港風勢在中午時份迅速而顯著增強，多處地區已經刮起強風，天文台在下午12時40分再次發出三號強風信號，當時帕布集結在天文台總部之西南偏西約70公里，即大嶼山西面之海域，再度增強為熱帶風暴。由於預料帕布即將掠過香港，天文台在下午1時半發出「熱帶氣旋之特別報告」，宣佈下午3時半前發出八號熱帶氣旋警告信號，當時帕布集結在天文台總部以西約40公里，即機場西面海域，香港由東南風逐轉吹西南風；但由於帕布比預期更早接近，登陸新界西部在即，長洲更錄得每小時101公里之暴風程度10分鐘平均風速，在三號信號發出後不足2小時，天文台提早在下午2時半發出八號西南烈風或暴風信號，當時帕布集結在天文台總部以西北偏西約30公里。這次亦成為天文台自改變發出熱帶氣旋警告信號的參考範圍後首次發出的八號信號，亦為自2004年熱帶風暴圓規掠過香港後，3年以來首次發出八號信號。這亦是天文台於1987年起，發出八號信號前發佈「熱帶氣旋之特別報告」預警信息以來，最短的「熱帶氣旋之特別報告」，維持只有1小時。帕布亦在此時第2次最接近香港（亦為三次之中最接近），在天文台總部之西北偏西約30公里（屯門西南面之海域）掠過，然後在屯門附近登陸。在下午5時至6時，進入后海灣後，帕布再次急劇改變其路徑超過90度，改向偏西移動，並移向珠江口西岸，隨後在中山登陸。八號信號生效期間，香港廣泛地區錄得強風，西南部地區吹烈風。
由於帕布遠離，香港風勢緩和，天文台在晚上9時40分改發三號強風信號，當時帕布集結在天文台總部以西約90公里，再次減弱為熱帶低氣壓。4小時後，天文台於8月11日凌晨1時40分改發一號戒備信號，當時帕布集結在香港之西南偏西約110公里。天文台指帕布移動不穩定，會密切留意其動向。短暫離開距離香港100公里範圍，並於珠江口西岸徘徊後，帕布在凌晨再轉向東北偏東移動，再度移入距離香港100公里範圍內，後改向東南偏東移動，並在當日早上6時第3次最接近香港，在香港天文台總部之西北約70公里掠過。其後帕布採取偏北路徑，在天文台總部之西北約80公里減弱為低壓區，天文台在早上8時半取消所有熱帶氣旋警告信號。
帕布亦是繼2004年熱帶風暴圓規正面吹襲及掠過香港後，3年以來首個正面吹襲及掠過香港的熱帶氣旋。帕布第一次襲港期間，天文台測風網絡8個指定自動氣象站有4個錄得強風，當中1個錄得烈風，代表三號信號達標。第二次襲港期間，8個指定自動氣象站中再有4個錄得強風、其中1個錄得烈風或暴風，代表三號信號達標，但八號信號不達標；惟長洲卻錄得每小時超過100公里的暴風，接近2003年颱風杜鵑正面襲港時的風力，比起往後部分曾令天文台發出九號信號（如颱風鸚鵡、颱風莫拉菲）的熱帶氣旋所帶來的風力更強，青衣和赤鱲角的最高持續風速亦逼近烈風水平。風暴期間，長洲、青衣、赤鱲角、西貢及啟德錄得最高10分鐘平均風速為每小時101、60、59、54及41公里，其中青衣以些微之差，未能測得烈風。

### 澳門
- 當地兩次懸掛之最高熱帶氣旋信號： 三號風球
- 最接近當地時間：8月10日下午1時
- 最接近當地位置：澳門東南約15公里

地球物理暨氣象局於8月8日中午12時懸掛一號風球，是澳門在2007年發出的首個熱帶氣旋信號。帕布以穩定偏西路徑直逼華南。氣象局在翌日凌晨時間改掛三號風球，當時帕布位於澳門以東70公里。帕布一度橫過澳門南部海域，在澳門氣象局以南約28公里掠過，直至當天早上5時，由於帕布已遠離澳門，氣象局決定除下所有風球。
隨著其附近影響它的熱帶風暴蝴蝶減弱消散，帕布在8月10日凌晨於海域上突然幾乎停留不動，在當天早上更顯著地改變其移動路徑，轉為東北方向直接趨向珠江口。氣象局於8月10日中午12時15分再次懸掛一號風球，但當時帕布已集結在澳門東南方約15公里。熱帶低氣壓帕布其後再度增強為熱帶風暴（但當局沒有把它升格）。在下午5時至6時，進入后海灣後再增強的帕布急劇向西改變其路徑90度，靠近珠江口西岸，隨後在中山登陸。氣象局在晚上8時15分改掛三號風球，但引來居民的質疑（在下午3時半，當帕布在香港赤鱲角以北海域停留，並於下午4時在屯門登陸時，澳門區內風力一度增強至強風的程度，但直至晚上風勢緩和的時候才改掛三號風球）。氣象局在當晚11時半史無前例地以一號風球取代三號風球，並在翌日早上除下所有風球。

#### 雨量
| 站名稱         | 首次懸掛颱風信號期間之總雨量(毫米) | 再次懸掛颱風信號期間之總雨量(毫米) |
| -------------- | ---------------------------------- | ---------------------------------- |
| 大潭山         | 36.2                               | 53.2                               |
| 友誼大穚(南)   |                                    |                                    |
| 大砲台山       | 31.0                               | 17.4                               |
| 孫逸仙紀念公園 | 34.0                               | 16.8                               |
| 路環分站       | 40.2                               | 81.4                               |
| 九澳           | 46.8                               | 126.6                              |
| 污水處理廠     | 32.6                               |                                    |
| 西灣大橋       |                                    |                                    |

### 中國大陸

#### 廣東
帕布在移入內陸以後，並沒有即時完全消散，還引致湛江落下一場近200年一遇的大洪水。

## 熱帶氣旋警告使用紀錄

### 台灣
| 交通部中央氣象局 颱風警報 | 交通部中央氣象局 颱風警報 | 交通部中央氣象局 颱風警報 |
| ------------------------- | ------------------------- | ------------------------- |
| 上一熱帶氣旋              | 海上颱風警報              | 下一熱帶氣旋              |
| 中度颱風珊珊              | 海上颱風警報              | 輕度颱風梧提              |
| 中度颱風桑美              | 陸上颱風警報              | 輕度颱風梧提              |

### 香港
| 香港天文台 熱帶氣旋警告信號 | 香港天文台 熱帶氣旋警告信號 | 香港天文台 熱帶氣旋警告信號 |
| --------------------------- | --------------------------- | --------------------------- |
| 上一熱帶氣旋                | 一號戒備信號                | 下一熱帶氣旋                |
| 超強颱風西馬侖              | 一號戒備信號                | 熱帶風暴范斯高              |
| 熱帶低氣壓                  | 三號強風信號                | 颱風浣熊                    |
| 熱帶風暴圓規                | 八號西南烈風或暴風信號      | 強颱風風神                  |
| 熱帶風暴圓規                | 八號烈風或暴風信號          | 強颱風風神                  |

### 澳門
| 地球物理暨氣象局 熱帶氣旋信號 | 地球物理暨氣象局 熱帶氣旋信號 | 地球物理暨氣象局 熱帶氣旋信號 |
| ----------------------------- | ----------------------------- | ----------------------------- |
| 上一熱帶氣旋                  | 一號風球                      | 下一熱帶氣旋                  |
| 颱風西馬侖                    | 一號風球                      | 熱帶風暴范斯高                |
| 熱帶低氣壓                    | 三號風球                      | 颱風浣熊                      |

## 參看
- 1979年的熱帶風暴蘭茜，因與東方的強烈熱帶風暴麥克發生藤原效應在香港西南面突然轉向西移動，趨向海南島。
- 1999年的颱風瑪姬，因藤原效應在上川島附近海域打了一圈。
- 2001年的颱風百合，因藤原效應及引導氣流不穩定而在台灣東北海域多次轉向，三度吹襲沖繩島。
- 2007年的颱風海貝思，因東方的颱風米娜發生藤原效應在南海中部徘徊，並兩度登陸菲律賓。
- 藤原效應
- 2007年太平洋颱風季